# Żan Widenow
Żan Wasilew Widenow, bułg. Жан Василев Виденов (ur. 22 marca 1959 w Płowdiwie) – bułgarski ekonomista i polityk, w drugiej połowie lat 80. aktywny działacz komunistyczny, po Okrągłym Stole deputowany do konstytuanty (1990–1991) oraz Zgromadzenia Narodowego 36. i 37. kadencji (1991–1997). Na początku lat 90. lider obozu postkomunistycznego jako przewodniczący Bułgarskiej Partii Socjalistycznej (1991–1996). Od 1995 do 1997 premier Bułgarii. Ustąpił na skutek konfliktu z prezydentem Żelu Żelewem i kryzysu gospodarczego, wycofując się z działalności politycznej.

## Życiorys
Średnie wykształcenie zdobył w gimnazjum o profilu angielskim w swojej rodzinnej miejscowości. Następnie rozpoczął studia w Moskiewskim Państwowym Instytucie Stosunków Międzynarodowych, które ukończył w 1985. Pracował początkowo w przedsiębiorstwach elektronicznych.
W 1983 zapisał się do Bułgarskiej Partii Komunistycznej, którą 3 kwietnia 1990 przekształcono w Bułgarską Partię Socjalistyczną (BSP). W latach 1986–1989 był zatrudniony w nomenklaturze partyjnej młodzieżowej organizacji komunistycznej DKMS. Od 1988 do 1990 był tajnym współpracownikiem bułgarskiej służby bezpieczeństwa pod pseudonimem „Dunaw”, co ujawniono w 2007 w raporcie specjalnej komisji. W okresie przemian ustrojowych w Bułgarii w 1990 wszedł do ścisłego zarządu BSP, zaś w 1991, podczas 40. kongresu partii, został mianowany jej przewodniczącym. Od 1990 do 1997 był trzykrotnie wybierany na posła: do 7. konstytuanty (1990) oraz do 36. i 37. Zgromadzenia Narodowego (1991 i 1997).
Po zwycięskich dla socjalistów wyborach parlamentarnych w 1994 Żan Widenow został desygnowany na stanowisko premiera. Stanowisko to objął w styczniu 1995. Według oceny niezależnego bułgarskiego instytutu zajmującego się gospodarką rynkową rząd Żana Widenowa wykazał się brakiem kompetencji w wielu dziedzinach, zwłaszcza w polityce finansowej, doprowadzając Bułgarię do ciężkiego kryzysu gospodarczego w 1996. Poprzez oskarżane o powiązania z mafią spółki, jak np. Multigroup, 777, VIS-2 i SIC, dokonywano przestępstw gospodarczych na wielką skalę. Znacząco nasiliła się emigracja. W 1996 ogólnie złą sytuację pogorszył jeszcze kryzys bankowy i problemy z zaopatrzeniem w chleb. Dodatkowo kraj ogarnęła hiperinflacja – 1 dolar amerykański w styczniu 1996 kosztował 70 bułgarskich lewów, zaś w lutym 1997 już 3000 lewów. Jednocześnie część komentatorów wskazywało, iż kryzys był wynikiem błędnej polityki wielu gabinetów sprawujących władzę po przemianach ustrojowych z przełomu lat 80. i 90. Do niepowodzenia rządu przyczynił się także czynnik zewnętrzny – koniec okresu zawieszenia bułgarskiego zadłużenia zagranicznego (wynegocjowanego przez rząd Filipa Dimitrowa). Niemożność spłaty długu pogorszyła wiarygodność Bułgarii w rankingu kredytowym i wpłynęła na finansową destabilizację w kraju.
Słabe wyniki rządu spowodowały znaczny spadek poparcia dla BSP. W wyborach prezydenckich przeprowadzonych na przełomie października i listopada 1996 kandydat socjalistów Iwan Marazow, pełniący w gabinecie Żana Widenowa funkcję ministra kultury, przegrał z kandydatem prawicy Petyrem Stojanowem różnicą prawie 20 punktów procentowych. 21 grudnia 1996 podczas nadzwyczajnego kongresu socjalistów Żan Widenow ogłosił, iż podaje się do dymisji zarówno z funkcji premiera, jak i przewodniczącego partii. Jego następcą na stanowisku przewodniczącego socjalistów został Georgi Pyrwanow. Odwołanie gabinetu zostało przegłosowane 28 grudnia 1996 podczas nadzwyczajnego posiedzenia parlamentu. Żan Widenow pełnił obowiązki premiera do lutego 1997. Po jego rezygnacji socjaliści podjęli próbę sformowania kolejnego rządu, lecz spotkało się to z gwałtownymi protestami społecznymi. W tej sytuacji BSP musiała zgodzić się na rozwiązanie 37. Zgromadzenia Narodowego i rozpisanie przedterminowych wyborów, które zakończyły się jej wyborczą porażką i przejęciem rządów przez bułgarską prawicę, na czele której stał Iwan Kostow.
Po dymisji Żan Widenow stopniowo wycofał się z aktywnej polityki. Został później wykładowcą na prywatnej uczelni w Płowdiwie. W 2009 ogłosił swoje odejście z partii socjalistycznej.

## Życie prywatne
Jest żonaty z Kataliną Widenowową, z którą ma jedno dziecko.